# Melilla la Vieja
Melilla la Vieja (špa. Melilla La Vieja, 'Stara Melilla') zidinama je ograđena citadela španjolskog grada Melille.
Citadela je jedna od najvećih tvrđava u Španjolskoj, duga je oko 2000 m.
Melilla la Vieja izgrađena je u 16. i 17. stoljeću. Neke utvrde podizane su i kasnije, sve do sredine 19. stoljeća. Iz tog su razloga mnoge utvrde različitih epoha uzete kao model gradnje – od renesanse do bastiona španjolsko-flamanske škole, izgrađenih u razdoblju Burbonaca. Tako su u izgradnji citadele sudjelovali arhitekti talijanskog, španjolskog i flamanskog podrijetla. Stil se proteže od rane renesanse do Mudéjara i sjeverne renesanse.
Citadela ima četiri utvrđena objekta. Prvi se nalazi na stjenovitom rtu, uz zgrade civila i zidine, i izgrađen je do početka 18. stoljeća. Drugi se nalazi na prevlaci i uključuje objekte izgrađene u 17. – 18. stoljeća. Treći je zidan 1604. – 1722. godine kao zaštita od muslimanskih napada. Četvrta uključuje utvrde iz 18. stoljeća.
Danas je citadela najvažnija znamenitost Melille. Na njegovom teritoriju postoje mnoga povijesna mjesta grada, uključujući arheološki muzej, vojni muzej, Crkvu Bezgrešnog začeća, kao i niz špilja i tunela korištenih još od vremena Feničana.

## Galerija
- Nove zgrade na pozadini starih utvrda
- Pogled na staru Melillu
- Noćni pogled na Citadelu
- Unutar Citadele